# Рое (Бреша)
Рое је насеље у Италији у округу Бреша, региону Ломбардија.
Према процени из 2011. у насељу је живело 4058 становника. Насеље се налази на надморској висини од 235 м.